# Angeleyes
Az Angeleyes (vagy "Angel Eyes") című dal a svéd ABBA együttes 1978-ban felvett kislemeze, mely a csapat 6. Voulez-Vous című stúdióalbumán található. A dal dupla A oldalas lemezen jelent meg 1979  júliusában. A dal szövegét, és hangszerelését Benny Andersson és Björn Ulvaeus végezte. A dal slágerlistás helyezett volt az Egyesült Királyságban, ahzol a 3. helyezést érte el a kislemezlistán.

## Története
Az Angeleyes – eredeti címe Katakusom –, egy olyan dal, melyben a főszereplő arra kéri a nőket, hogy elkerüljék a jóképű, mégis csaló ember ártatlan tekintetét, figyelmeztetve őket arra a játékra, amelyet szeret. A dalt Ulvaeus, Agnetha, és Anni-Frid énekli.

## Megjelenés és fogadtatás
A dalt az Egyesült Királyságban dupla A oldalas vinyl lemezen jelentették meg a Voulez-Vous című dallal együtt. Az ABBA és az Epic kiadó munkatársa úgy vélte, hogy az Angeleyes jelentősen népszerű lesz a rajongók körében. A dalhoz videóklip nem készült, azt a Voulez-Vous című dallal együtt reklámozták. A dal 1979 augusztusában 3. helyezett volt a brit slágerlistán.
A megjelenés után az ABBA Angeleyes című dala az Egyesült Királyság Top 20-as helyezettje volt a slágerlistán, amikor ugyanezzel a címmel a brit Roxy Music is ugyanezen a slágerlistán szerepelt.  A dalt Bryan Ferry és Andy Mackay szerezték, és bár a két dalnak vannak lírai hasonlóságai, ez utóbbi inkább a kortárs pop-rock stílusra hasonlít.
A da az Egyesült Államokban 1979 októberében a 64. helyen szerepelt a Billboard Hot 100-as listán. A dalt csak a várakozások ellenére csak mérsékelten játszották az USA-ban.
A dal három hónappal a megjelenése után szerepelt a csapat válogatás albumán, a  Greatest Hits Vol. 2 címűn, azonban nem szerepelt a The Singles: The First Ten Years című válogatáson.
A dal szerepel továbbá a More ABBA Gold: More ABBA Hits 1993-ban megjelent válogatás albumon, valamint a 4 CD-t tartalmazó Thank You for the Music című kiadványon is. A The Definitive Collection (2001), és a The Albums (2008) is szintén tartalmazza ezt a dalt.

## Megjelenések
7"  Kanada Atlantic – AT 3609 
- A	Voulez-Vous	5:08
- B	Angeleyes	4:20

## Slágerlista
| Slágerlista (1979)                                     | Legjobb helyezés |
| ------------------------------------------------------ | ---------------- |
| Brit kislemezlista                                     | 3                |
| Amerikai Egyesült Államok Billboard Hot 100            | 64               |
| Amerikai Egyesült Államok Billboard Adult Contemporary | 37               |
| Amerikai Egyesült Államok Cashbox Top 100 Singles      | 76               |
| Slágerlista (2018)                                     | Legjobb helyezés |
| Skócia (Official Charts Company)                       | 91               |

## Feldolgozások
- A német E-Rotic nevű csapat 1997-es Thank You for the Music című albumán szerepel a dal, mely 1998-ban a Dancemania 8 című válogatás albumra is felkerült.
- Az amerikai The Czars nevű alternatív rockzenekar 2006-os Sorry I Made You Cry című albumán szerepel a dal feldolgozása.
- Az Abbacadabra nevű csapat az Almighty Records kiadónál jelentett meg a dalt, melynek zenei alapjai a kiadó honlapján is megtalálhatóak.[11]

## Megjelenés egyéb médiában
Az Angel Eyes szerepel a Mamma Mia! Sose hagyjuk abba című filmzenei albumon is, ahol Julie Walters (Rosie) és Christine Baranski (Tanya), valamint Amanda Seyfried (Sophie) éneklik a dalt. Az album a Capitol és Polydor kiadónál jelent meg 2018. július 13-án.
| Slágerlista (2018)               | Legjobb helyezés |
| -------------------------------- | ---------------- |
| Skócia (Official Charts Company) | 61               |